# Wimbledon Championships 2015
Die 129. Wimbledon Championships fanden vom 29. Juni bis zum 12. Juli 2015 in London statt. Ausrichter war der All England Lawn Tennis and Croquet Club.
Titelverteidiger im Einzel waren Novak Đoković bei den Herren sowie Petra Kvitová bei den Damen. Im Herrendoppel waren Vasek Pospisil und Jack Sock, im Damendoppel Sara Errani und Roberta Vinci die Vorjahressieger. Titelverteidiger im Mixed waren Samantha Stosur und Nenad Zimonjić.

## Herreneinzel
Setzliste
| Nr. | Spieler            | Erreichte Runde |
| --- | ------------------ | --------------- |
| 01. | Novak Đoković      | Sieg            |
| 02. | Roger Federer      | Finale          |
| 03. | Andy Murray        | Halbfinale      |
| 04. | Stan Wawrinka      | Viertelfinale   |
| 05. | Kei Nishikori      | 2. Runde        |
| 06. | Tomáš Berdych      | Achtelfinale    |
| 07. | Milos Raonic       | 3. Runde        |
| 08. | David Ferrer       | Rückzug         |
| 09. | Marin Čilić        | Viertelfinale   |
| 10. | Rafael Nadal       | 2. Runde        |
| 11. | Grigor Dimitrow    | 3. Runde        |
| 12. | Gilles Simon       | Viertelfinale   |
| 13. | Jo-Wilfried Tsonga | 3. Runde        |
| 14. | Kevin Anderson     | Achtelfinale    |
| 15. | Feliciano López    | 2. Runde        |
| 16. | David Goffin       | Achtelfinale    |

| Nr. | Spieler                | Erreichte Runde |
| --- | ---------------------- | --------------- |
| 17. | John Isner             | 3. Runde        |
| 18. | Gaël Monfils           | 3. Runde        |
| 19. | Tommy Robredo          | 1. Runde        |
| 20. | Roberto Bautista Agut  | Achtelfinale    |
| 21. | Richard Gasquet        | Halbfinale      |
| 22. | Viktor Troicki         | Achtelfinale    |
| 23. | Ivo Karlović           | Achtelfinale    |
| 24. | Leonardo Mayer         | 3. Runde        |
| 25. | Andreas Seppi          | 3. Runde        |
| 26. | Nick Kyrgios           | Achtelfinale    |
| 27. | Bernard Tomic          | 3. Runde        |
| 28. | Pablo Cuevas           | 1. Runde        |
| 29. | Guillermo García López | 1. Runde        |
| 30. | Fabio Fognini          | 2. Runde        |
| 31. | Jack Sock              | 1. Runde        |
| 32. | Dominic Thiem          | 2. Runde        |

## Dameneinzel
Setzliste
| Nr. | Spielerin            | Erreichte Runde |
| --- | -------------------- | --------------- |
| 01. | Serena Williams      | Sieg            |
| 02. | Petra Kvitová        | 3. Runde        |
| 03. | Simona Halep         | 1. Runde        |
| 04. | Marija Scharapowa    | Halbfinale      |
| 05. | Caroline Wozniacki   | Achtelfinale    |
| 06. | Lucie Šafářová       | Achtelfinale    |
| 07. | Ana Ivanović         | 2. Runde        |
| 08. | Jekaterina Makarowa  | 2. Runde        |
| 09. | Carla Suárez Navarro | 1. Runde        |
| 10. | Angelique Kerber     | 3. Runde        |
| 11. | Karolína Plíšková    | 2. Runde        |
| 12. | Eugenie Bouchard     | 1. Runde        |
| 13. | Agnieszka Radwańska  | Halbfinale      |
| 14. | Andrea Petković      | 3. Runde        |
| 15. | Timea Bacsinszky     | Viertelfinale   |
| 16. | Venus Williams       | Achtelfinale    |

| Nr. | Spielerin          | Erreichte Runde |
| --- | ------------------ | --------------- |
| 17. | Elina Switolina    | 2. Runde        |
| 18. | Sabine Lisicki     | 3. Runde        |
| 19. | Sara Errani        | 2. Runde        |
| 20. | Garbiñe Muguruza   | Finale          |
| 21. | Madison Keys       | Viertelfinale   |
| 22. | Samantha Stosur    | 3. Runde        |
| 23. | Wiktoryja Asaranka | Viertelfinale   |
| 24. | Flavia Pennetta    | 1. Runde        |
| 25. | Alizé Cornet       | 2. Runde        |
| 26. | Swetlana Kusnezowa | 2. Runde        |
| 27. | Barbora Strýcová   | 1. Runde        |
| 28. | Jelena Janković    | Achtelfinale    |
| 29. | Irina-Camelia Begu | 3. Runde        |
| 30. | Belinda Bencic     | Achtelfinale    |
| 31. | Camila Giorgi      | 3. Runde        |
| 32. | Caroline Garcia    | 1. Runde        |

## Herrendoppel
Setzliste
| Nr. | Paarung                         | Erreichte Runde |
| --- | ------------------------------- | --------------- |
| 01. | Bob Bryan Mike Bryan            | Viertelfinale   |
| 02. | Ivan Dodig Marcelo Melo         | Viertelfinale   |
| 03. | Vasek Pospisil Jack Sock        | Achtelfinale    |
| 04. | Jean-Julien Rojer Horia Tecău   | Sieg            |
| 05. | Simone Bolelli Fabio Fognini    | 1. Runde        |
| 06. | Marcel Granollers Marc López    | 2. Runde        |
| 07. | Marcin Matkowski Nenad Zimonjić | Viertelfinale   |
| 08. | Alexander Peya Bruno Soares     | Viertelfinale   |

| Nr. | Paarung                             | Erreichte Runde |
| --- | ----------------------------------- | --------------- |
| 09. | Rohan Bopanna Florin Mergea         | Halbfinale      |
| 10. | Pierre-Hugues Herbert Nicolas Mahut | Achtelfinale    |
| 11. | Daniel Nestor Leander Paes          | Achtelfinale    |
| 12. | Pablo Cuevas David Marrero          | 1. Runde        |
| 13. | Jamie Murray John Peers             | Finale          |
| 14. | Raven Klaasen Rajeev Ram            | 2. Runde        |
| 15. | Marin Draganja Henri Kontinen       | 1. Runde        |
| 16. | Juan Sebastián Cabal Robert Farah   | 2. Runde        |

## Damendoppel
Setzliste
| Nr. | Paarung                               | Erreichte Runde |
| --- | ------------------------------------- | --------------- |
| 01. | Martina Hingis Sania Mirza            | Sieg            |
| 02. | Jekaterina Makarowa Jelena Wesnina    | Finale          |
| 03. | Bethanie Mattek-Sands Lucie Šafářová  | Viertelfinale   |
| 04. | Tímea Babos Kristina Mladenovic       | Halbfinale      |
| 05. | Raquel Kops-Jones Abigail Spears      | Halbfinale      |
| 06. | Garbiñe Muguruza Carla Suárez Navarro | 2. Runde        |
| 07. | Hsieh Su-wei Flavia Pennetta          | Viertelfinale   |
| 08. | Andrea Hlaváčková Lucie Hradecká      | 2. Runde        |

| Nr. | Paarung                                        | Erreichte Runde |
| --- | ---------------------------------------------- | --------------- |
| 09. | Casey Dellacqua Jaroslawa Schwedowa            | Viertelfinale   |
| 10. | Caroline Garcia Katarina Srebotnik             | 2. Runde        |
| 11. | Alla Kudrjawzewa Anastassija Pawljutschenkowa  | Achtelfinale    |
| 12. | Serena Williams Venus Williams                 | Rückzug         |
| 13. | Chan Yung-jan Zheng Jie                        | 1. Runde        |
| 14. | Michaëlla Krajicek Barbora Strýcová            | Achtelfinale    |
| 15. | Anastasia Rodionova Arina Rodionova            | 2. Runde        |
| 16. | Anabel Medina Garrigues Arantxa Parra Santonja | Achtelfinale    |

## Mixed
Setzliste
| Nr. | Paarung                           | Erreichte Runde |
| --- | --------------------------------- | --------------- |
| 01. | Bethanie Mattek-Sands Mike Bryan  | Halbfinale      |
| 02. | Bruno Soares Sania Mirza          | Viertelfinale   |
| 03. | Jelena Wesnina Marcin Matkowski   | Viertelfinale   |
| 04. | Caroline Garcia Bob Bryan         | 2. Runde        |
| 05. | Tímea Babos Alexander Peya        | Finale          |
| 06. | Katarina Srebotnik Horia Tecău    | Viertelfinale   |
| 07. | Martina Hingis Leander Paes       | Sieg            |
| 08. | Kristina Mladenovic Daniel Nestor | Viertelfinale   |
| 09. | Cara Black Juan Sebastián Cabal   | Achtelfinale    |

| Nr. | Paarung                               | Erreichte Runde |
| --- | ------------------------------------- | --------------- |
| 10. | Raquel Kops-Jones Raven Klaasen       | Achtelfinale    |
| 11. | Anna-Lena Grönefeld Jean-Julien Rojer | 2. Runde        |
| 12. | Flavia Pennetta Pablo Cuevas          | Rückzug         |
| 13. | Michaëlla Krajicek Florin Mergea      | 2. Runde        |
| 14. | Chan Yung-jan John Peers              | 2. Runde        |
| 15. | Zheng Jie Henri Kontinen              | 2. Runde        |
| 16. | Andrea Hlaváčková Łukasz Kubot        | Achtelfinale    |
| 17. | David Marrero Arantxa Parra Santonja  | 2. Runde        |

## Junioreneinzel
Setzliste
| Nr. | Spieler            | Erreichte Runde |
| --- | ------------------ | --------------- |
| 01. | Taylor Fritz       | Halbfinale      |
| 02. | Lee Duck-hee       | Achtelfinale    |
| 03. | Corentin Denolly   | 2. Runde        |
| 04. | Michael Mmoh       | Achtelfinale    |
| 05. | Hong Seong-chan    | 1. Runde        |
| 06. | Tomás Barrios Vera | Achtelfinale    |
| 07. | Tommy Paul         | Viertelfinale   |
| 08. | Viktor Durasovic   | Achtelfinale    |

| Nr. | Spieler            | Erreichte Runde |
| --- | ------------------ | --------------- |
| 09. | Akira Santillan    | 2. Runde        |
| 10. | William Blumberg   | Viertelfinale   |
| 11. | Chung Yun-seong    | Viertelfinale   |
| 12. | Mikael Ymer        | Finale          |
| 13. | Lý Hoàng Nam       | 1. Runde        |
| 14. | Casper Ruud        | 2. Runde        |
| 15. | Stefanos Tsitsipas | 2. Runde        |
| 16. | Máté Valkusz       | 2. Runde        |

## Juniorinneneinzel
Setzliste
| Nr. | Spielerin                    | Erreichte Runde |
| --- | ---------------------------- | --------------- |
| 01. | Markéta Vondroušová          | 1. Runde        |
| 02. | Xu Shilin                    | 2. Runde        |
| 03. | Dalma Gálfi                  | 1. Runde        |
| 04. | Anna Kalinskaja              | 1. Runde        |
| 05. | Katie Swan                   | Viertelfinale   |
| 06. | Usue Maitane Arconada        | Achtelfinale    |
| 07. | Charlotte Robillard-Millette | 2. Runde        |
| 08. | Miriam Kolodziejová          | 1. Runde        |

| Nr. | Spielerin            | Erreichte Runde |
| --- | -------------------- | --------------- |
| 09. | Sofia Kenin          | Achtelfinale    |
| 10. | Tereza Mihalíková    | Achtelfinale    |
| 11. | Fanny Stollár        | Achtelfinale    |
| 12. | Anna Blinkowa        | Finale          |
| 13. | Luisa Stefani        | 1. Runde        |
| 14. | Julieta Lara Estable | 1. Runde        |
| 15. | Pranjala Yadlapalli  | 2. Runde        |
| 16. | Zheng Wushuang       | 1. Runde        |

## Juniorendoppel
Setzliste
| Nr. | Paarung                         | Erreichte Runde |
| --- | ------------------------------- | --------------- |
| 01. | Taylor Fritz Michael Mmoh       | Halbfinale      |
| 02. | Chung Yun-seong Hong Seong-chan | 1. Runde        |
| 03. | William Blumberg Tommy Paul     | Viertelfinale   |
| 04. | Reilly Opelka Akira Santillan   | Finale          |

| Nr. | Paarung                                | Erreichte Runde |
| --- | -------------------------------------- | --------------- |
| 05. | Miomir Kecmanović Casper Ruud          | Halbfinale      |
| 06. | Joʻrabek Karimov Manuel Peña López     | 1. Runde        |
| 07. | Franco Capalbo Álvaro López San Martín | 1. Runde        |
| 08. | Lý Hoàng Nam Sumit Nagal               | Sieg            |

## Juniorinnendoppel
Setzliste
| Nr. | Paarung                                            | Erreichte Runde |
| --- | -------------------------------------------------- | --------------- |
| 01. | Miriam Kolodziejová Markéta Vondroušová            | Halbfinale      |
| 02. | Usue Maitane Arconada Charlotte Robillard-Millette | Achtelfinale    |
| 03. | Dalma Gálfi Fanny Stollár                          | Sieg            |
| 04. | Anna Kalinskaja Jewgenija Lewaschowa               | 1. Runde        |

| Nr. | Paarung                             | Erreichte Runde |
| --- | ----------------------------------- | --------------- |
| 05. | Julieta Lara Estable Zheng Wushuang | 1. Runde        |
| 06. | Jil Teichmann Xu Shilin             | Viertelfinale   |
| 07. | Anna Blinkowa Olessja Perwuschina   | Viertelfinale   |
| 08. | Francesca Di Lorenzo Luisa Stefani  | Achtelfinale    |

## Herrendoppel-Rollstuhl
Setzliste
| Nr. | Paarung                        | Erreichte Runde |
| --- | ------------------------------ | --------------- |
| 01. | Stéphane Houdet Shingo Kunieda | Halbfinale      |
| 02. | Gordon Reid Michaël Jeremiasz  | Finale          |

## Damendoppel-Rollstuhl
Setzliste
| Nr. | Paarung                        | Erreichte Runde |
| --- | ------------------------------ | --------------- |
| 01. | Yui Kamiji Jordanne Whiley     | Sieg            |
| 02. | Jiske Griffioen Aniek van Koot | Finale          |